# Língua ngardi
A língua ngardi, também conhecida como ngari, ngarti, ngardily, ngartily ou ngadi, é uma língua aborígene australiana pertencente ao ramo Ngumpim-Yapa da família Pama-Nyungan, utilizada pelo povo ngardi residente nas terras tradicionais ao sul da comunidade de balgo, ao redor da fronteira da Austrália Ocidental e do Território do Norte.
De acordo com o Censo 2021, realizado pela Australian Bureau of Statistics, a língua foi dada como extinta por possuir um total de 0 falantes. Contudo, o ano de extinção é desconhecido devido à lacuna de 5 anos entres os dois últimos censos realizados. A transmissão geracional da língua foi interrompida por fatores sociais associados ao contato colonial durante o século XX, que resultou em uma dispersão geográfica dos povos ngardi para outras comunidades, admitindo-se a mudança para a língua franca de cada uma delas.
O contato com os colonizadores, descrito por meio de documentações históricas de povos próximos, bem como a convivência e assimilação linguística de outros grupos por parte dos ngardi, deriva das influências invasoras das indústrias pastoris e da mineração, além dos efeitos da Missão Balgo.
O sistema fonológico do ngardi exibe muitas propriedades fonêmicas generalizadas de sua família linguística: um sistema vocálico de três vias, numerosos contrastes de lugar, ausência de fricativas e nenhum contraste de sonoridade.

## Etimologia
Ngardi é um endônimo de etimologia incerta.
O lexema Ngardiji, potencialmente relacionado à língua, é um termo utilizado pelo grupo aborígene australiano warlpiri para se referir ao povo kaytetye, enquanto ngarlina, menos utilizado, é encontrado no povo mudburra e significa 'compatriotas'.

## Distribuição
A língua ngardi está situada na interseção de vários grupos linguísticos. A oeste e norte estão os outros membros do clado Ngumpin Ocidental de Ngumpin-Yapa: walmajarri e jaru, respectivamente. A leste estão as línguas yapa: warlpiri e warlmanpa; e ao sul e sudoeste estão as línguas do Deserto Ocidental: kukatja, wangkajunga e pintupi.
A extensão da localização geográfica do povo ngardi varia, visto que seguem um estilo de vida seminômade, mas pode ser entendida como limitada por Balgo e às margens sul do Lago Gregory no Norte, sobre a fronteira do Território do Norte e Austrália Ocidental no leste, com a área de Mangkayi ao sul e logo a leste da Canning Stock Route no oeste.

### Dialetos
Do ponto de vista gramatical e lexical, a língua ngardi apresenta muitas semelhanças com outras línguas aborígenes australianas, estando intimamente relacionada ao eastern walmajarri e nyinin, por exemplo. Com isso, esses podem ser considerados dialetos de uma única língua, ainda que suas respectivas comunidades falantes os considerem línguas distintas.
| Português   | Tchagilin         | Ngardi                      | Dialetos nyininy         | Dialetos nyininy   | Dialetos nyininy                  |
| Português   | Tchagilin         | Ngardi                      | Sturt Creek              | Old Flora Valley   | Gordon Downs                      |
| ----------- | ----------------- | --------------------------- | ------------------------ | ------------------ | --------------------------------- |
| água        | ngarrpa           | ngapa                       | ngaba                    | ngaba              | ngaba                             |
| madeira     | korndi            | purnu                       | garnrdi, purnu           |                    |                                   |
| fogo, chama |                   | jangilany, warlu            | jangilany                | jangilany, warlu   | jangilany, jangalany, warlu, jawu |
| mulher      | naringa           | ngaringka                   | ngaringga, ngumbirr      | ngarringa          | ngaringga, ngumbir                |
| garoto      | marben            | malju, mayarta              |                          |                    |                                   |
| peru        | janjura           | jantura                     | jandura                  | jandura            |                                   |
| sol         | warlloo, kangarri | purangu, warlu              | walurr, gangirriny       | walurr, gangirriny | walurr, gangirriny                |
| árvore      | boonboo           | purnu                       | garnrdi, bunu            | garnrdi, bunu      | garnrdi, bunu                     |
| lua         | jagalin           | yakarn, jakarliny, jagiliny | jagiliny, yagarn, jalaan | jagiliny           | yalngan                           |

### Línguas relacionadas
Como uma língua que sofreu grande dispersão geográfica de falantes devido ao contato colonial durante o século XX, o ngardi teve forte relação com outras línguas aborígenes australianas das regiões próximas, como warlpiri, jaru, kukatja, pintupi, walmajarri, wangkajunga, kriol, entre outras variedades do inglês aborígene australiano.

|  | Warlpiri  |
|  |           |
|  | Warlmanpa |
|  |           |

| Western Ngumpin | \| \| Wanyjirra \| \| \| \| \| \| Jaru (Western/Wawarl) \| \| \| \| \| \| Nyininy \| \| \| \| \| \| Walmajarri \| \| \| \| \| \| Ngardi \| \| \| \| |
|                 | \| \| Wanyjirra \| \| \| \| \| \| Jaru (Western/Wawarl) \| \| \| \| \| \| Nyininy \| \| \| \| \| \| Walmajarri \| \| \| \| \| \| Ngardi \| \| \| \| |
|                 | Wanyjirra |
|                 | |
|                 | Jaru (Western/Wawarl) |
|                 | |
|                 | Nyininy |
|                 | |
|                 | Walmajarri |
|                 | |
|                 | Ngardi |
|                 | |

|  | Wanyjirra             |
|  |                       |
|  | Jaru (Western/Wawarl) |
|  |                       |
|  | Nyininy               |
|  |                       |
|  | Walmajarri            |
|  |                       |
|  | Ngardi                |
|  |                       |

| Victoria River | \| \| Gurindji \| \| \| \| \| \| Malngin \| \| \| \| \| \| Ngarinyman \| \| \| \| \| \| Bilinarra \| \| \| \| |
|                | \| \| Gurindji \| \| \| \| \| \| Malngin \| \| \| \| \| \| Ngarinyman \| \| \| \| \| \| Bilinarra \| \| \| \| |
|                | Gurindji |
|                | |
|                | Malngin |
|                | |
|                | Ngarinyman |
|                | |
|                | Bilinarra |
|                | |

|  | Gurindji   |
|  |            |
|  | Malngin    |
|  |            |
|  | Ngarinyman |
|  |            |
|  | Bilinarra  |
|  |            |

| Far Eastern | \| \| Karranga \| \| \| \| \| \| Mudburra \| \| \| \| |
|             | \| \| Karranga \| \| \| \| \| \| Mudburra \| \| \| \| |
|             | Karranga                                              |
|             |                                                       |
|             | Mudburra                                              |
|             |                                                       |

|  | Karranga |
|  |          |
|  | Mudburra |
|  |          |

| Victoria River | \| \| Gurindji \| \| \| \| \| \| Malngin \| \| \| \| \| \| Ngarinyman \| \| \| \| \| \| Bilinarra \| \| \| \| |
|                | \| \| Gurindji \| \| \| \| \| \| Malngin \| \| \| \| \| \| Ngarinyman \| \| \| \| \| \| Bilinarra \| \| \| \| |
|                | Gurindji |
|                | |
|                | Malngin |
|                | |
|                | Ngarinyman |
|                | |
|                | Bilinarra |
|                | |

|  | Gurindji   |
|  |            |
|  | Malngin    |
|  |            |
|  | Ngarinyman |
|  |            |
|  | Bilinarra  |
|  |            |

| Far Eastern | \| \| Karranga \| \| \| \| \| \| Mudburra \| \| \| \| |
|             | \| \| Karranga \| \| \| \| \| \| Mudburra \| \| \| \| |
|             | Karranga                                              |
|             |                                                       |
|             | Mudburra                                              |
|             |                                                       |

|  | Karranga |
|  |          |
|  | Mudburra |
|  |          |

| Victoria River | \| \| Gurindji \| \| \| \| \| \| Malngin \| \| \| \| \| \| Ngarinyman \| \| \| \| \| \| Bilinarra \| \| \| \| |
|                | \| \| Gurindji \| \| \| \| \| \| Malngin \| \| \| \| \| \| Ngarinyman \| \| \| \| \| \| Bilinarra \| \| \| \| |
|                | Gurindji |
|                | |
|                | Malngin |
|                | |
|                | Ngarinyman |
|                | |
|                | Bilinarra |
|                | |

|  | Gurindji   |
|  |            |
|  | Malngin    |
|  |            |
|  | Ngarinyman |
|  |            |
|  | Bilinarra  |
|  |            |

| Far Eastern | \| \| Karranga \| \| \| \| \| \| Mudburra \| \| \| \| |
|             | \| \| Karranga \| \| \| \| \| \| Mudburra \| \| \| \| |
|             | Karranga                                              |
|             |                                                       |
|             | Mudburra                                              |
|             |                                                       |

|  | Karranga |
|  |          |
|  | Mudburra |
|  |          |

| Victoria River | \| \| Gurindji \| \| \| \| \| \| Malngin \| \| \| \| \| \| Ngarinyman \| \| \| \| \| \| Bilinarra \| \| \| \| |
|                | \| \| Gurindji \| \| \| \| \| \| Malngin \| \| \| \| \| \| Ngarinyman \| \| \| \| \| \| Bilinarra \| \| \| \| |
|                | Gurindji |
|                | |
|                | Malngin |
|                | |
|                | Ngarinyman |
|                | |
|                | Bilinarra |
|                | |

|  | Gurindji   |
|  |            |
|  | Malngin    |
|  |            |
|  | Ngarinyman |
|  |            |
|  | Bilinarra  |
|  |            |

| Far Eastern | \| \| Karranga \| \| \| \| \| \| Mudburra \| \| \| \| |
|             | \| \| Karranga \| \| \| \| \| \| Mudburra \| \| \| \| |
|             | Karranga                                              |
|             |                                                       |
|             | Mudburra                                              |
|             |                                                       |

|  | Karranga |
|  |          |
|  | Mudburra |
|  |          |

| Western Ngumpin | \| \| Wanyjirra \| \| \| \| \| \| Jaru (Western/Wawarl) \| \| \| \| \| \| Nyininy \| \| \| \| \| \| Walmajarri \| \| \| \| \| \| Ngardi \| \| \| \| |
|                 | \| \| Wanyjirra \| \| \| \| \| \| Jaru (Western/Wawarl) \| \| \| \| \| \| Nyininy \| \| \| \| \| \| Walmajarri \| \| \| \| \| \| Ngardi \| \| \| \| |
|                 | Wanyjirra |
|                 | |
|                 | Jaru (Western/Wawarl) |
|                 | |
|                 | Nyininy |
|                 | |
|                 | Walmajarri |
|                 | |
|                 | Ngardi |
|                 | |

|  | Wanyjirra             |
|  |                       |
|  | Jaru (Western/Wawarl) |
|  |                       |
|  | Nyininy               |
|  |                       |
|  | Walmajarri            |
|  |                       |
|  | Ngardi                |
|  |                       |

| Victoria River | \| \| Gurindji \| \| \| \| \| \| Malngin \| \| \| \| \| \| Ngarinyman \| \| \| \| \| \| Bilinarra \| \| \| \| |
|                | \| \| Gurindji \| \| \| \| \| \| Malngin \| \| \| \| \| \| Ngarinyman \| \| \| \| \| \| Bilinarra \| \| \| \| |
|                | Gurindji |
|                | |
|                | Malngin |
|                | |
|                | Ngarinyman |
|                | |
|                | Bilinarra |
|                | |

|  | Gurindji   |
|  |            |
|  | Malngin    |
|  |            |
|  | Ngarinyman |
|  |            |
|  | Bilinarra  |
|  |            |

| Far Eastern | \| \| Karranga \| \| \| \| \| \| Mudburra \| \| \| \| |
|             | \| \| Karranga \| \| \| \| \| \| Mudburra \| \| \| \| |
|             | Karranga                                              |
|             |                                                       |
|             | Mudburra                                              |
|             |                                                       |

|  | Karranga |
|  |          |
|  | Mudburra |
|  |          |

| Victoria River | \| \| Gurindji \| \| \| \| \| \| Malngin \| \| \| \| \| \| Ngarinyman \| \| \| \| \| \| Bilinarra \| \| \| \| |
|                | \| \| Gurindji \| \| \| \| \| \| Malngin \| \| \| \| \| \| Ngarinyman \| \| \| \| \| \| Bilinarra \| \| \| \| |
|                | Gurindji |
|                | |
|                | Malngin |
|                | |
|                | Ngarinyman |
|                | |
|                | Bilinarra |
|                | |

|  | Gurindji   |
|  |            |
|  | Malngin    |
|  |            |
|  | Ngarinyman |
|  |            |
|  | Bilinarra  |
|  |            |

| Far Eastern | \| \| Karranga \| \| \| \| \| \| Mudburra \| \| \| \| |
|             | \| \| Karranga \| \| \| \| \| \| Mudburra \| \| \| \| |
|             | Karranga                                              |
|             |                                                       |
|             | Mudburra                                              |
|             |                                                       |

|  | Karranga |
|  |          |
|  | Mudburra |
|  |          |

| Victoria River | \| \| Gurindji \| \| \| \| \| \| Malngin \| \| \| \| \| \| Ngarinyman \| \| \| \| \| \| Bilinarra \| \| \| \| |
|                | \| \| Gurindji \| \| \| \| \| \| Malngin \| \| \| \| \| \| Ngarinyman \| \| \| \| \| \| Bilinarra \| \| \| \| |
|                | Gurindji |
|                | |
|                | Malngin |
|                | |
|                | Ngarinyman |
|                | |
|                | Bilinarra |
|                | |

|  | Gurindji   |
|  |            |
|  | Malngin    |
|  |            |
|  | Ngarinyman |
|  |            |
|  | Bilinarra  |
|  |            |

| Far Eastern | \| \| Karranga \| \| \| \| \| \| Mudburra \| \| \| \| |
|             | \| \| Karranga \| \| \| \| \| \| Mudburra \| \| \| \| |
|             | Karranga                                              |
|             |                                                       |
|             | Mudburra                                              |
|             |                                                       |

|  | Karranga |
|  |          |
|  | Mudburra |
|  |          |

| Victoria River | \| \| Gurindji \| \| \| \| \| \| Malngin \| \| \| \| \| \| Ngarinyman \| \| \| \| \| \| Bilinarra \| \| \| \| |
|                | \| \| Gurindji \| \| \| \| \| \| Malngin \| \| \| \| \| \| Ngarinyman \| \| \| \| \| \| Bilinarra \| \| \| \| |
|                | Gurindji |
|                | |
|                | Malngin |
|                | |
|                | Ngarinyman |
|                | |
|                | Bilinarra |
|                | |

|  | Gurindji   |
|  |            |
|  | Malngin    |
|  |            |
|  | Ngarinyman |
|  |            |
|  | Bilinarra  |
|  |            |

| Far Eastern | \| \| Karranga \| \| \| \| \| \| Mudburra \| \| \| \| |
|             | \| \| Karranga \| \| \| \| \| \| Mudburra \| \| \| \| |
|             | Karranga                                              |
|             |                                                       |
|             | Mudburra                                              |
|             |                                                       |

|  | Karranga |
|  |          |
|  | Mudburra |
|  |          |

|  | Warlpiri  |
|  |           |
|  | Warlmanpa |
|  |           |

| Western Ngumpin | \| \| Wanyjirra \| \| \| \| \| \| Jaru (Western/Wawarl) \| \| \| \| \| \| Nyininy \| \| \| \| \| \| Walmajarri \| \| \| \| \| \| Ngardi \| \| \| \| |
|                 | \| \| Wanyjirra \| \| \| \| \| \| Jaru (Western/Wawarl) \| \| \| \| \| \| Nyininy \| \| \| \| \| \| Walmajarri \| \| \| \| \| \| Ngardi \| \| \| \| |
|                 | Wanyjirra |
|                 | |
|                 | Jaru (Western/Wawarl) |
|                 | |
|                 | Nyininy |
|                 | |
|                 | Walmajarri |
|                 | |
|                 | Ngardi |
|                 | |

|  | Wanyjirra             |
|  |                       |
|  | Jaru (Western/Wawarl) |
|  |                       |
|  | Nyininy               |
|  |                       |
|  | Walmajarri            |
|  |                       |
|  | Ngardi                |
|  |                       |

| Victoria River | \| \| Gurindji \| \| \| \| \| \| Malngin \| \| \| \| \| \| Ngarinyman \| \| \| \| \| \| Bilinarra \| \| \| \| |
|                | \| \| Gurindji \| \| \| \| \| \| Malngin \| \| \| \| \| \| Ngarinyman \| \| \| \| \| \| Bilinarra \| \| \| \| |
|                | Gurindji |
|                | |
|                | Malngin |
|                | |
|                | Ngarinyman |
|                | |
|                | Bilinarra |
|                | |

|  | Gurindji   |
|  |            |
|  | Malngin    |
|  |            |
|  | Ngarinyman |
|  |            |
|  | Bilinarra  |
|  |            |

| Far Eastern | \| \| Karranga \| \| \| \| \| \| Mudburra \| \| \| \| |
|             | \| \| Karranga \| \| \| \| \| \| Mudburra \| \| \| \| |
|             | Karranga                                              |
|             |                                                       |
|             | Mudburra                                              |
|             |                                                       |

|  | Karranga |
|  |          |
|  | Mudburra |
|  |          |

| Victoria River | \| \| Gurindji \| \| \| \| \| \| Malngin \| \| \| \| \| \| Ngarinyman \| \| \| \| \| \| Bilinarra \| \| \| \| |
|                | \| \| Gurindji \| \| \| \| \| \| Malngin \| \| \| \| \| \| Ngarinyman \| \| \| \| \| \| Bilinarra \| \| \| \| |
|                | Gurindji |
|                | |
|                | Malngin |
|                | |
|                | Ngarinyman |
|                | |
|                | Bilinarra |
|                | |

|  | Gurindji   |
|  |            |
|  | Malngin    |
|  |            |
|  | Ngarinyman |
|  |            |
|  | Bilinarra  |
|  |            |

| Far Eastern | \| \| Karranga \| \| \| \| \| \| Mudburra \| \| \| \| |
|             | \| \| Karranga \| \| \| \| \| \| Mudburra \| \| \| \| |
|             | Karranga                                              |
|             |                                                       |
|             | Mudburra                                              |
|             |                                                       |

|  | Karranga |
|  |          |
|  | Mudburra |
|  |          |

| Victoria River | \| \| Gurindji \| \| \| \| \| \| Malngin \| \| \| \| \| \| Ngarinyman \| \| \| \| \| \| Bilinarra \| \| \| \| |
|                | \| \| Gurindji \| \| \| \| \| \| Malngin \| \| \| \| \| \| Ngarinyman \| \| \| \| \| \| Bilinarra \| \| \| \| |
|                | Gurindji |
|                | |
|                | Malngin |
|                | |
|                | Ngarinyman |
|                | |
|                | Bilinarra |
|                | |

|  | Gurindji   |
|  |            |
|  | Malngin    |
|  |            |
|  | Ngarinyman |
|  |            |
|  | Bilinarra  |
|  |            |

| Far Eastern | \| \| Karranga \| \| \| \| \| \| Mudburra \| \| \| \| |
|             | \| \| Karranga \| \| \| \| \| \| Mudburra \| \| \| \| |
|             | Karranga                                              |
|             |                                                       |
|             | Mudburra                                              |
|             |                                                       |

|  | Karranga |
|  |          |
|  | Mudburra |
|  |          |

| Victoria River | \| \| Gurindji \| \| \| \| \| \| Malngin \| \| \| \| \| \| Ngarinyman \| \| \| \| \| \| Bilinarra \| \| \| \| |
|                | \| \| Gurindji \| \| \| \| \| \| Malngin \| \| \| \| \| \| Ngarinyman \| \| \| \| \| \| Bilinarra \| \| \| \| |
|                | Gurindji |
|                | |
|                | Malngin |
|                | |
|                | Ngarinyman |
|                | |
|                | Bilinarra |
|                | |

|  | Gurindji   |
|  |            |
|  | Malngin    |
|  |            |
|  | Ngarinyman |
|  |            |
|  | Bilinarra  |
|  |            |

| Far Eastern | \| \| Karranga \| \| \| \| \| \| Mudburra \| \| \| \| |
|             | \| \| Karranga \| \| \| \| \| \| Mudburra \| \| \| \| |
|             | Karranga                                              |
|             |                                                       |
|             | Mudburra                                              |
|             |                                                       |

|  | Karranga |
|  |          |
|  | Mudburra |
|  |          |

| Western Ngumpin | \| \| Wanyjirra \| \| \| \| \| \| Jaru (Western/Wawarl) \| \| \| \| \| \| Nyininy \| \| \| \| \| \| Walmajarri \| \| \| \| \| \| Ngardi \| \| \| \| |
|                 | \| \| Wanyjirra \| \| \| \| \| \| Jaru (Western/Wawarl) \| \| \| \| \| \| Nyininy \| \| \| \| \| \| Walmajarri \| \| \| \| \| \| Ngardi \| \| \| \| |
|                 | Wanyjirra |
|                 | |
|                 | Jaru (Western/Wawarl) |
|                 | |
|                 | Nyininy |
|                 | |
|                 | Walmajarri |
|                 | |
|                 | Ngardi |
|                 | |

|  | Wanyjirra             |
|  |                       |
|  | Jaru (Western/Wawarl) |
|  |                       |
|  | Nyininy               |
|  |                       |
|  | Walmajarri            |
|  |                       |
|  | Ngardi                |
|  |                       |

| Victoria River | \| \| Gurindji \| \| \| \| \| \| Malngin \| \| \| \| \| \| Ngarinyman \| \| \| \| \| \| Bilinarra \| \| \| \| |
|                | \| \| Gurindji \| \| \| \| \| \| Malngin \| \| \| \| \| \| Ngarinyman \| \| \| \| \| \| Bilinarra \| \| \| \| |
|                | Gurindji |
|                | |
|                | Malngin |
|                | |
|                | Ngarinyman |
|                | |
|                | Bilinarra |
|                | |

|  | Gurindji   |
|  |            |
|  | Malngin    |
|  |            |
|  | Ngarinyman |
|  |            |
|  | Bilinarra  |
|  |            |

| Far Eastern | \| \| Karranga \| \| \| \| \| \| Mudburra \| \| \| \| |
|             | \| \| Karranga \| \| \| \| \| \| Mudburra \| \| \| \| |
|             | Karranga                                              |
|             |                                                       |
|             | Mudburra                                              |
|             |                                                       |

|  | Karranga |
|  |          |
|  | Mudburra |
|  |          |

| Victoria River | \| \| Gurindji \| \| \| \| \| \| Malngin \| \| \| \| \| \| Ngarinyman \| \| \| \| \| \| Bilinarra \| \| \| \| |
|                | \| \| Gurindji \| \| \| \| \| \| Malngin \| \| \| \| \| \| Ngarinyman \| \| \| \| \| \| Bilinarra \| \| \| \| |
|                | Gurindji |
|                | |
|                | Malngin |
|                | |
|                | Ngarinyman |
|                | |
|                | Bilinarra |
|                | |

|  | Gurindji   |
|  |            |
|  | Malngin    |
|  |            |
|  | Ngarinyman |
|  |            |
|  | Bilinarra  |
|  |            |

| Far Eastern | \| \| Karranga \| \| \| \| \| \| Mudburra \| \| \| \| |
|             | \| \| Karranga \| \| \| \| \| \| Mudburra \| \| \| \| |
|             | Karranga                                              |
|             |                                                       |
|             | Mudburra                                              |
|             |                                                       |

|  | Karranga |
|  |          |
|  | Mudburra |
|  |          |

| Victoria River | \| \| Gurindji \| \| \| \| \| \| Malngin \| \| \| \| \| \| Ngarinyman \| \| \| \| \| \| Bilinarra \| \| \| \| |
|                | \| \| Gurindji \| \| \| \| \| \| Malngin \| \| \| \| \| \| Ngarinyman \| \| \| \| \| \| Bilinarra \| \| \| \| |
|                | Gurindji |
|                | |
|                | Malngin |
|                | |
|                | Ngarinyman |
|                | |
|                | Bilinarra |
|                | |

|  | Gurindji   |
|  |            |
|  | Malngin    |
|  |            |
|  | Ngarinyman |
|  |            |
|  | Bilinarra  |
|  |            |

| Far Eastern | \| \| Karranga \| \| \| \| \| \| Mudburra \| \| \| \| |
|             | \| \| Karranga \| \| \| \| \| \| Mudburra \| \| \| \| |
|             | Karranga                                              |
|             |                                                       |
|             | Mudburra                                              |
|             |                                                       |

|  | Karranga |
|  |          |
|  | Mudburra |
|  |          |

| Victoria River | \| \| Gurindji \| \| \| \| \| \| Malngin \| \| \| \| \| \| Ngarinyman \| \| \| \| \| \| Bilinarra \| \| \| \| |
|                | \| \| Gurindji \| \| \| \| \| \| Malngin \| \| \| \| \| \| Ngarinyman \| \| \| \| \| \| Bilinarra \| \| \| \| |
|                | Gurindji |
|                | |
|                | Malngin |
|                | |
|                | Ngarinyman |
|                | |
|                | Bilinarra |
|                | |

|  | Gurindji   |
|  |            |
|  | Malngin    |
|  |            |
|  | Ngarinyman |
|  |            |
|  | Bilinarra  |
|  |            |

| Far Eastern | \| \| Karranga \| \| \| \| \| \| Mudburra \| \| \| \| |
|             | \| \| Karranga \| \| \| \| \| \| Mudburra \| \| \| \| |
|             | Karranga                                              |
|             |                                                       |
|             | Mudburra                                              |
|             |                                                       |

|  | Karranga |
|  |          |
|  | Mudburra |
|  |          |

## História

### História da língua
Existem poucos relatos escritos explícitos do primeiro contato entre europeus e povos aborígenes, o qual provocou mudanças linguísticas em muitas línguas aborígenes australianas, e nenhum com referência direta ao povo ngardi. Contudo, devido à conexão entre os povos ngardi e os pintupi, o primeiro contato dos colonos com o povo ngardi pode ser obtido a partir do que foi documentado da história dos pintupi.
As primeiras incursões de exploradores europeus nas terras Kutjungka ocorreram em 1855 com a expedição de Sir Augustus Charles, devido à adequação da região para gado e à existência de pronta mão de obra aborígene. Na década de 1890, com a descoberta de ouro nas proximidades do povo ngardi, primeiramente ao norte, em Halls Creek, e depois ao leste, em Yartuluyartulu e Jarmani em 1900, os povos jaru e warlpiri, vizinhos aos ngardi, tiveram contato direto com os colonos europeus. Ocorreu, então, um crescente interesse da viabilidade de pastores no sudeste de Kimberley, o que resultou em uma viagem de Alfred Canning através dos países de Walmajarri e Wangkajunga, ao oeste dos ngardi, em 1906, como uma tentativa de traçar uma rota para expulsar os gados de Kimberley para os mercados do sul. Esse contato, direto e hostil, que inclui menções de cercamentos forçados e coerção, causou a destruição de importantes pontos de coleta de água, levando à saída de várias pessoas de suas terras natais no Deserto Ocidental para assentamentos missionários e estações de gado ao norte. Muitos povos ngardi provavelmente ouviram relatos sobre os europeus e começaram a se mudar para fazendas de gado no sudeste de Kimberley.
50 anos antes, a seca regional que afetou o país Lappi Lappi entre 1895 e 1906 encorajou o povo kukatja a migrar para as Cordilheiras Stansmore, área associada aos ngardi, resultando no contato e aproximação entre esses povos.
No final da década de 1930, a chegada dos missionários palotinos e o estabelecimento da Missão Balgo foi o evento mais perturbador para os ngardi e os kukatja. Ao trazer a influência do modo de vida ocidental mais ao sul por meio da evangelização do povo aborígene, a missão buscou promover a dependência da economia estrangeira e a mudança dos modos de vida desses povos, agindo de forma contrária à promessa de refúgio dos povos ngardi, jaru, kukatja, walmajarri, wangkajunga e pintupi na igreja. Esses povos se aproximaram devido à vivência em bases semipermanentes nas regiões de Palku e Jalyiwarn, resultando na influência linguística entre eles para além dos maus-tratos, exploração e assassinatos vivenciados no local.
Após a perda da influência da igreja em Balgo, ocorreu um movimento nacional para apoiar os aborígenes a se mudarem de volta para suas terras tradicionais. Nesse contexto, muitos povos se uniram em novas comunidades nas regiões de Mulan e de Yagga Yagga, incluindo os ngardi.  Entretanto, devido à má gestão governamental, a ocupação das regiões foi encerrada e os ngardi dispersaram-se geograficamente, passando a integrar outras comunidades e a utilizar a língua franca de cada uma delas. Devido a isso, todos os falantes de ngardi eram fluentes em pelo menos três línguas, o que configura a eles o status multilíngue.
Toda essa separação forçada de famílias, em particular a segregação das gerações mais jovens das gerações mais velhas, ocasionou a interrupção drástica da transferência intergeracional da língua. Nesse sentido, o ngardi deixou rapidamente de ser falado como língua principal, sendo substituído pelo kukatja como língua franca das gerações mais jovens. Dessa forma, o contato europeu e as perturbações sociais fundamentais para o povo ngardi tiveram um impacto enorme em quando, como e onde esse povo veio a aprender línguas aborígenes adicionais.

### História da documentação
Há muito pouca história escrita centrada no povo ou na língua ngardi. No entando, primeiros relatos históricos do povo podem ser encontrados em 'Napanangka et al.’s (1997) Yarrtji: Six women’s stories from the Great Sandy Desert', uma coleção de histórias de seis mulheres idosas ngardi e kukatja de Balgo e Yakka-Yakka. Incluem-se relatos da vida antes da chegada dos missionários, da fixação das missões e dos primeiros contatos com os europeus. Além disso, foram compilados registros do povo ngardi como parte do processo de reunião de casos para reivindicações de terras: Relatório n° 22: ‘Warlpiri, Kukatja and Ngardi Land Claim’; Relatório n° 42: ‘Tanami Downs Land Claim’; 'Ngururrpa' e 'Lappi Lappi/Ngulupi'.
A primeira gramática ngardi foi escrita como uma tese de mestrado por Thomas Ennever em 2018, chamada 'Nominal and pronominal morphology of Ngardi: A Ngumpin-Yapa language of Western Australia', a partir da gramática de esboço de Cataldi, que fornecia informações essenciais sobre os sistemas nominal, pronominal e verbal da língua. A tese de Ennever foi revisada e complementada por ele em 2021, tornando-se 'A Grammar of Ngardi'. Cabe ressaltar que houve documentação anterior da língua, a mais significativa sendo o dicionário de Cataldi (2011).

## Fonologia

### Consoantes
A língua ngardi possui 17 fonemas consonantais, em que prevalecem as consoantes vozeadas.
|             | Apical   | Apical     | Laminar | Periférica | Periférica |
|             | Alveolar | Retroflexa | Palatal | Bilabial   | Velar      |
| Plosiva     | t ⓘ      | ʈ ⓘ        | c ⓘ     | p ⓘ        | k ⓘ        |
| Nasal       | n ⓘ      | ɳ ⓘ        | ɲ ⓘ     | m ⓘ        | ŋ ⓘ        |
| Trinado     | r ⓘ      |            |         |            |            |
| Aproximante |          | ɻ, ⓘ       | j ⓘ     |            | w ⓘ        |
| Lateral     | l ⓘ      | ɭ ⓘ        | ʎ ⓘ     |            |            |

Com relação aos contrastes de lugar nas séries de oclusivas nasais, o ngardi é do tipo 'duplo-apical', contrastanto apicais retroflexos e não retroflexos, enquanto não possui uma distinção lamino-dental/lamino-palatal.
Cabe ressaltar que, em ngardi, na maioria das palavras sua primeira sílaba soa mais alta.

### Vogais
O idioma possui três vogais, todas elas tônicas.
|         | Anterior | Central | Posterior |
| ------- | -------- | ------- | --------- |
| Fechada | ⠀⠀ i ⓘ   |         | ⠀⠀ u ⓘ    |
| Aberta  |          | a ⓘ     |           |

## Ortografia
Atualmente, inexiste um sistema de escrita da língua ngardi, visto que ela foi dada como extinta em 2021. Contudo, tem-se registradas algumas das regras ortográficas anteriores às alterações pós-contato colonial.
| Letra | Pronúncia (AFI) | Aproximação com o inglês |
| ----- | --------------- | --- |
| j     | /c/             | jam ou chill |
| k     | /k/             | king |
| ly    | /ʎ/             | million |
| m     | /m/             | man |
| ng    | /ŋ/             | sing |
| ny    | /ɲ/             | onion ou canyon |
| p     | /p/             | pin ou bin ou spin |
| r     | /ɻ/             | run ou car |
| rl    | /ɭ/             | Não há equivalente; soa como o 'L' no inglês, mas é pronunciado com a ponta da língua dobrada mais para trás na boca.        |
| rn    | /ɳ/             | Não há equivalente; soa como o 'n', mas é pronunciado com a ponta da língua dobrada mais para trás na boca.                  |
| rr    | /r/             | butter |
| rt    | /ʈ/             | Não há equivalente; soa como o 't' ou 'd' no inglês, mas é pronunciado com a ponta da língua dobrada mais para trás na boca. |
| t     | /t/             | tin ou din |

Cabe ressaltar que, em ngardi, não existe diferenciação de pronúncia para uma mesma grafia. Além disso, na maioria das palavras sua primeira sílaba soa mais alta.

## Gramática

### Nominais
Nessa língua, os nominais são uma classe de palavras composta predominantemente por substantivos e adjetivos. Todos os nominais podem ter uma variedade de sufixos de caso, embora certos subtipos difiram em relação à variedade exata e ao efeito semântico da sufixação de caso.

#### Substantivos
Os substantivos são tipicamente referenciais, denotando objetos e entidades. Eles cobrem uma ampla gama de subtipos semânticos: substantivos comuns, como kunyarr 'cachorro'; substantivos próprios, que incluem nomes pessoais e de lugares; termos de parentesco, por exemplo wapirra 'pai'; e entidades abstratas, como yalkiri 'céu'. Em ngardi, os substantivos não são categorizados por um sistema de gênero.
Normalmente os substantivos ocupam posições de sujeito (exemplo 1) ou de adjunto (exemplo 2) em orações.
- Exemplo 1:
  - Pilaka=ka-nya murrku-ngku kunyarr.
  - O menino carregava o cachorro nos ombros.

- Exemplo 2:
  - Minya ngaakman yut=karri-nyanta purnu-ngka.
  - Este sapo está sentado debaixo da árvore.

A maioria dos substantivos pode ser reduplicada para indicar pluralidade ou intensificação.
| Haste simples | Haste simples          | Haste duplicada | Haste duplicada |
| ------------- | ---------------------- | --------------- | --------------- |
| jingka        | criança                | jingka-jingka   | crianças        |
| malju         | garoto                 | malju-malju     | garotos         |
| ngawu         | velho, pessoa falecida | ngawu-ngawu     | ancestrais      |
| pu(r)lka      | idoso                  | purlka-purlka   | idosos          |

Em alguns casos, os substantivos podem receber o sufixo -pirri para designar os agentes da oração.

#### Adjetivos
Assim como na língua portuguesa, os adjetivos são utilizados para denotar uma qualidade ou característica. Eles compartilham muitas das características morfossintáticas dos substantivos em ngardi, tendo como principal diferença a incapacidade de receberem o sufixo -pirri. Por outro lado, podem sofrer derivação por meio do sufixo -jarra, que expressa uma conexão com um conceito, lugar ou grupo.

#### Nominais de ação
Os nominais de ação são uma pequena subclasse fechada dos nominais que se distingue das demais subclasses porque não funcionam como argumentos oracionais. Em vez disso, eles aparecem como um termo que complementa o verbo atribuindo uma característica momentânea ao sujeito, mas sem funcionar como núcleo do predicado, ou combinam-se com verbos para formar construções verbais complexas,  funcionando como pré-verbos.  Além disso, nominais de ação são utilizados principalmente de forma predicativa e raramente de forma atributiva. Por exemplo, wirlinyii 'caçando' nunca é encontrado modificando o significado de um núcleo nominal (wirlinyi ngantany {\displaystyle \neq } 'homem caçador'), mas sim predicando seu sujeito.
| Nominal de ação | Significado       |
| --------------- | ----------------- |
| wirlinyi        | caçando           |
| wurna           | viajando, jornada |
| kuli            | furioso, lutando  |
| werak           | trabalhando       |

#### Nominais de modo
Assim como os nominais de ação, os nominais de modo são uma subclasse pequena e fechada dos nominais que não funciona como argumento oracional. Esta subclasse tem como função primária a de modificar eventos verbais, de forma similar aos advérbios, atuando como termo que complementa o verbo atribuindo uma característica momentânea ao sujeito, mas sem funcionar como núcleo do predicado. Exemplo de frase com essa estrutura:
- Panpa-ngku=rna nya-nganta.
  - Estou examinando-os lentamente.

Nominais de modo são funcionalmente semelhantes a pré-verbos adverbiais, mas distinguem-se por sua capacidade de assumirem opcionalmente a marcação de caso ergativo.

#### Quantificadores
Os quantificadores formam outra subclasse nominal fechada. Incluem-se conceitos numéricos e outros termos que especificam conjuntos. Eles são semelhantes aos adjetivos pois frequentemente modificam substantivos principais e ainda podem funcionar como núcleos de frases nominais.
|                           | Termo           | Significado                             |
| ------------------------- | --------------- | --------------------------------------- |
| Numeral                   | yangi           | um                                      |
| Numeral                   | kuriny, kujarra | dois                                    |
| Numeral                   | wurrkardu       | três, alguns                            |
| Numeral                   | kuriny-kuriny   | quatro                                  |
| Numeral                   | wirlki          | sete                                    |
| Especificador de conjunto | murntu          | muito, muitos                           |
| Especificador de conjunto | wirrpa          | alguns, muitos                          |
| Especificador de conjunto | pawu(ngurru)    | muitos, todos                           |
| Especificador de conjunto | muku            | todo o lote, cada membro de um conjunto |
| Especificador de conjunto | yangi-kariny    | metade, outro                           |
| Especificador de conjunto | yanginini       | todos, todo o conjunto, cada um         |

1. ↑  O uso de kujarra como quantificador de forma livre é possivelmente uma mudança e/ou fenômeno de empréstimo. Os falantes de balgo ngardi identificam kuriny como 'ngardi adequado' para 'dois' e kujarra como 'kukatja'. Em kukatja, yulparija e wangkajunga (todas línguas do Deserto Ocidental) kujarra é tanto um quantificador livre quanto um sufixo derivacional duplo. Os textos ngardi envolvem uma série de exeplos de kujarra usados como elemento livre de forma semelhante a kukatja/yulparija/wangkajunga.[33]

Exemplos de frases com quantificadores:
- Jingka paja-rni kunyarr-u kuriny=pula.
  - Dois cachorros morderam a criança.
- Pawunguru=lu yut-jut=karri-nyanta.
  - Todos se sentaram.

#### Pronomes livres
Os pronomes livres são uma subclasse fechada de nominais. Eles são morfemas livres formados pela junção de pessoa e número, não flexionando com sufixos numéricos regulares (por exemplo, -kujarra). Distinguem-se em duas categorias de pessoa (primeira e segunda) e em três categorias de número (singular, dual e plural). Os referentes de terceira pessoa são expressos pelo demonstrativo de reconhecimento nyantu, nyanungu, que flexiona para número como os demais membros da subclasse demonstrativa. Os pronomes livres não apresentam conjunto distinto de radicais como em outras línguas Ngumpin.
Apesar de rotulados como "pronomes", os pronomes livres são claramente distintos dos pronomes vinculados, que são enclíticos dependentes que codificam as relações de pessoa e número do sujeito, objetos e substantivos.
| Singular | Dual         | Plural      |
| -------- | ------------ | ----------- |
| ngaju    | ngali(jarra) | ngalipa     |
| nyuntu   | ngajarra     | nganimpa    |
|          | nyunpula     | - nyurrurla |

1. 1 2  Inclusivo[34]
2. 1 2  Exclusivo[34]

#### Demonstrativos
Os demonstrativos são uma subclasse fechada de nominais que compreende seis conjuntos básicos que codificam informações dêiticas espaciais ou discursivas. Essa subclasse pode se dividir em um conjunto espacial compreendendo radicais proximais (minya, mula/u, mu) e distais (yala/u/i); um conjunto adverbial (kuja, kujanguny) e um conjunto de reconhecimento (jangu, yangka, nyantu, nyanung(u)).
O conjunto espacial é utilizado como um par proximal/distal em uma distinção espacial bidirecional. Ele tem funções anafóricas ou catafóricas adicionais, pois pode se referir a uma entidade ou unidade do discurso. Minya, mula/u e mu são utilizados para 'este', e yala/u/i para 'aquilo'.
O conjunto adverbial utiliza kuja para 'assim' e kujanguny para 'tal tipo'.
O conjunto de reconhecimento usa jangu e yangka para 'ele, ela ou aquele' e nyantu, e nyanung(u) para 'acima mencionado, supracitado'.
Cabe ressaltar que os demonstrativos kuja, jangu e yangka também têm funções adicionais como complementadores oracionais.
- Yalu-kujarra=pula luk=karri-nya.
  - Aqueles dois se deitaram.

#### Ignorativos
Os ignorativos são uma subclasse fechada de nominais que codificam ignorância ou falta de conhecimento por parte do falante. Essa é uma subclasse funcional, em vez de uma classe sintaticamente definida. Pode-se dizer que cada radical ignorativo em ngardi abrange uma gama de categorias abstratas do conhecimento, com alguns lexemas cobrindo mais de uma categoria.
| Categorias         | Formas    | Funções                                                                                       | Funções                                | Funções          |
| Categorias         | Formas    | Interrogativo                                                                                 | Indeterminado                          | Negativo         |
| ------------------ | --------- | --------------------------------------------------------------------------------------------- | -------------------------------------- | ---------------- |
| Coisa              | nyampa/u  | o que                                                                                         | algo/alguém                            | nada, nada disso |
| Pessoa             | ngana     | quem                                                                                          | alguém                                 | ninguém          |
| Lugar              | wanji     | onde                                                                                          | em algum lugar                         | em lugar nenhum  |
| Quantidade/tempo   | nyajangu  | quanto (para quantidade de algo contável), por quanto tempo                                   | alguns                                 |                  |
| Tempo              | nyangurla | quando                                                                                        | algum tempo                            |                  |
| Modo               | nyarrpa   | o que, quanto (para quantidade de algo contável), quanto (para quantidade de algo incontável) | alguma (quantidade)                    |                  |
| Lugar/pessoa/coisa | nganayi   | quem, o que, onde                                                                             | qual é o nome, como é chamado, o que é |                  |

#### Direcionais
Os direcionais são uma pequena subclasse dos nominais que expressam relações espaciais entre dois objetos com base em direções absolutas bidimensionais. Eles incluem termos de direção cardinal (kayi- 'norte', kuli- sul, kaka- leste e karla- oeste) e termos direcionais verticais (kanka(rra)- 'para cima', 'acima' e kaniny- 'para baixo', 'abaixo'). Uma ampla gama de flexões sufixais pode ser anexada a essas formas para identificar relações espaciais entre dois objetos, como: se um objeto é estático ou está em movimento, a direção de uma figura em relação a um centro dêitico ou a certas características topográficas. Todos os direcionais funcionam como adjuntos locacionais, podendo atuar como argumentos oracionais somente se primeiro passarem por derivação nominal.

#### Nominais locacionais e temporais
Essa subclasse dos nominais tipicamente exerce funções de adjunto. Os nominais locacionais e temporais possuam poucos sufixos de caso e, devido ao seu conteúdo semântico espaço-temporal inerente, são tipos nominais que não exigem caso locativo.
| Expressão      | Significado                      |
| -------------- | -------------------------------- |
| kujapurda      | por aqui                         |
| kalkurni       | deste lado                       |
| kamparri       | à frente, na frente              |
| purdangirli    | atrás                            |
| warririku      | perto                            |
| mari, mariyawu | um longo caminho                 |
| wananganta     | meio, entre, ao longo do caminho |

| Expressão          | Significado                    |
| ------------------ | ------------------------------ |
| raakarra           | ao nascer do sol               |
| rangarni           | pela manhã                     |
| jalangu            | hoje                           |
| piranginti         | à tarde                        |
| mayarra            | novamente                      |
| jamuny             | breve, já, continuamente       |
| jayanta            | por muito tempo                |
| lurij, nyamu       | terminar, não mais             |
| naya               | sempre                         |
| ngaka, ngakarranyi | mais tarde, depois             |
| wurra              | mais tarde, ainda              |
| yalawardingki      | por muito tempo, naquele lugar |
| kamparri           | primeiro                       |
| purdangirli        | mais tarde                     |

### Pré-verbos
Os pré-verbos são uma classe grande e heterogênea de palavras geralmente não flexionadas. Eles mais comumente são combinados com verbos para formar predicados complexos. O termo "pré-verbo" é usado seguindo a literatura warlpiri e reflete seu posicionamento comum antes do verbo. Eles geralmente podem ser distinguidos de nominais pelo fato de não ocorrerem como constituintes de frases nominais em orações principais sem sofrer derivação.
As palavras dessa classe não flexionam para número nem podem ser derivadas pela maioria dos sufixos derivacionais. Uma exceção é o associativo -jarra, que pode derivar substantivos tanto de adjetivos quanto de certos pré-verbos.
Ao menos três tipos de pré-verbos podem ser identificados, os quais possuem diferentes características distribucionais, semânticas e sintáticas. Eles são rotulados como pré-verbos de nexo forte (exemplos: yut= ‘mentir’; in yut=karri ‘sentado; yut=wanti, yut=yirra ‘deitar alguém'), de nexo fraco (exemplo: iliri 'enterrar/esconder') e adverbiais (exemplo: jakarr ‘tentar’).
|                               | Nexo forte                                                            | Nexo fraco                                                          | Adverbial                                            |
| ----------------------------- | --------------------------------------------------------------------- | ------------------------------------------------------------------- | ---------------------------------------------------- |
| Ordem das palavras            | pré-verbo precede imediatamente o verbo; sem elementos intervenientes | pré-verbo geralmente precede o verbo; intervenientes são permitidos | posicionamento sintaticamente irrestrito             |
| Semântica                     | pré-verbo geralmente carrega o significado do predicado combinado     | o significado é construído composicionalmente                       | pré-verbo fornece apenas semântica do tipo adverbial |
| Possíveis combinações verbais | geralmente coocorrem com menos de 3 verbos                            | geralmente coocorrem com 1-5 verbos                                 | alguns observados coocorrendo com até 9 verbos       |

### Verbos
Os verbos formam uma classe fechada de 81 raízes lexicais que flexionam para tempo, aspecto e modo, direcionalidade e movimento associado. Essa classe fechada de radicais pode ser dividida entre cinco classes de conjugação, identificáveis pela variação de um morfema na flexão do verbo. Os verbos podem ocorrer como o único predicado verbal de uma oração ou podem combinar-se, seja com outro verbo ou com um pré-verbo, para formar construções verbais seriais ou construções verbais complexas, respectivamente.

### Interjeições
As interjeições são uma classe pequena e fechada de formas de palavras que podem ocorrer independentemente em uma única unidade entoacional e constituem uma declaração completa. Ao contrário de outras partículas, as interjeições servem para fornecer uma reação imediata à expressão linguística precedente ao discurso ou até mesmo a um discurso não linguístico. Elas são frequentemente tipificadas por propriedades fonológicas distintas, como alongamento de vogais, voz ofegante ou rangente e tom elevado.
|           | Forma           | Significado                                       |
| --------- | --------------- | ------------------------------------------------- |
| Acordo    | yuwayi, yuuwayi | sim                                               |
| Acordo    | yuu             | sim                                               |
| Acordo    | yawu            | sim                                               |
| Acordo    | wali            | ok, tudo bem, de fato                             |
| Acordo    | walilku         | 'é isso', 'terminado'                             |
| Alarme    | warra!          | ‘ei!’ ‘ah!’ (grito de dor, surpresa, desconforto) |
| Compaixão | yawiyi          | 'coitado'                                         |
| Atenção   | kanti           | 'ei', 'aqui'                                      |
| Atenção   | mayi?           | 'né?', 'certo?', (tag questions)                  |
| Atenção   | wayi?           | talvez?                                           |
| Atenção   | kari?           | talvez?                                           |

#### Ideofones
Ideofones são incluídos junto com interjeições como uma classe de representações vocais institucionalizadas de ações. Eles são classificados como um subtipo de interjeição, pois constituem enunciados independentes e significativos. Há indícios de que os falantes de ngardi antigamente faziam uso de um número substancial de ideofones diferentes, no entanto, este é um aspecto da gramática que é mal documentado, e a mudança da linguagem resultou em uma diminuição no uso de ideofones de origem exclusivamente ngardi. Alguns exemplos de ideofones em ngardi, no entanto, incluem:
1. [prːːː]. Uma plosiva bilabial surda com uma explosão de alta intensidade seguida por um longo trinado apical. Isso era tradicionalmente usado como um comando para cães de caça perseguirem um animal.
2. Sorvos. Sorvos foram notados na fala de certos indivíduos - particularmente em contextos narrativos e acompanhando narração de desenho na areia.
3. Cliques alveolares. Vários falantes mais velhos usariam vários cliques ao hesitar ou manter uma conversa antes de responder.
4. Vocalização ingressiva/voz ofegante. Isso é usado como uma pergunta: "ei?", "o que?".

## Vocabulário

### Textos narrativos

#### Dois bumerangues
Escrito por Jack Langgamarru e publicado em 30 de setembro de 1976, o texto descreve uma viagem de caça e a coleta de madeira para a fabricação de bumerangues.
| Ngardi | Português |
| --- | --- |
| Ya-ni=rna wirlinyi. Karli=rna paja-rni. Karli=rna paja-rni, wirlinyi-rlu, ya-ni nawu. Karli=rna paja-rni, nyurnin. Karli=rna paja-rni, ya-ni=rna. Jarany=pa=rna pi-nya. Ya-ni=rna wirlinyi. Ngu=rna yut=wanti-nya. Ngapa=rna nga-rni. Ngapa wirlinyi-jangka-rlu, ngu=rna palman-tu nga-rni ngapa. Ngu=rna nga-rni. Ya-ni=rna. Ngapa=lku=rna nga-rnungka-nya palman-tu. Ya-ni=rna, ngurra-kurra, ngurra-kurra ngaju-punta-kurra. Ngu=rna ya-ni. Ya-ni=rna yirra-rni=rna. Jarany yala karli=rna=pulany yirra-rni ngurra-ngka ngaju-punta-rla. Nga=rna–, yirra-rni=rna=pulany ngurra-ngka ngaju-punta-rla ngurra-ngka. Karli-kujarra kuriny=pa=rna=pulany yirra-rni. Kuja=rna=pulany nyurnin paja-rni. Ya-ni=rna. Kuyi=rna yirra-rni. Ngu=rna yirra-rni ngurra-ngka ngaju-punta-rla. Paja-rni=rna. Kuja=rna yungkut=paja-rni. Nawu ma-ni=rna yangi. Wuruju=ma-ni=rna yangi wuruju=wali. Wuruju=wali=rna yirra-rnurra. Kunyjuru-rla warlu-ngka=rna waa=pi-nya. Maja-rni=rna, wuruju=ma-ni yirra-rni. Ngu=rna yirra-rni wuruju, wuruju=ma-ni=rna karli yala. Wuruju=ma-ni=rna. Wuruju=ma-ni=rna=pulany, karli yala. Ngu=rna yangi kala ma=yi lankarr=ya-ni yangi. Kuyi-pardu=rna kupa-rni jangu jarany. Jarany, ma=rna kupa-rni. Lurrij=pa=rna nga-rni. Iji-wangu-rlu nga-lku, ngaju-kariny-ju=lku. Yangi-pardu-pardu. Yangi-pardu=rna nga-rni lurrij. Dat pinij. Ya-ni=rna. Pirranginti=karri-nya=yi. Ya-ni=rna pukany=karri-nya, pukany nawu. Warruru-rla=wali. Warurru-rla. Luk=karri-nya=rna. Luk=karri-nya=rna rangarni karri-nya. Kakarrara=yirla raakarra ya-ni. Raakarra ya-ni=yirla kakarra. Purangu pirdiny-parra=karri-nya. Pinij. | Eu fui caçar. Cortei um bumerangue fora. Cortei um bumerangue enquanto estava caçando. Cortei um pedaço de madeira adequado para fazer um bumerangue. Cortei um bumerangue e depois fui. Eu matei um lagarto rabo-de-água. Eu fui caçar. Então me sentei. Bebi um pouco de água. Depois de caçar, bebi um pouco de água enquanto passava. Eu bebi. Eu fui. No caminho, bebi água e continuei andando. Fui para o acampamento, para o meu próprio acampamento. Então eu fui. Eu fui, coloquei o lagarto no chão. Coloquei o lagarto rabo-de-água e o bumerangue no meu acampamento. Então coloquei os dois no meu acampamento. Coloquei os dois bumerangues no chão. Aqueles dois especiais que eu tinha cortado. Eu fui. Eu coloquei essa carne para baixo. Coloquei a madeira para o bumerangue no meu acampamento. Eu cortei. Depois cortei ao meio. Então eu peguei outro. Eu fiz aquele outro bom, é bom. Estava bom e guardei. Coloquei na fumaça do fogo e endireitei. Eu endireitei, configurei e tornei realidade. Eu o modelei bem, transformei-o em um bom bumerangue. Eu fiz isso bem. Arrumei dois, aqueles bumerangues. Eu tenho um, mas o outro se partiu em mim. Eu cozinhei aquela carne, aquele lagarto rabo-de-água. Aquele lagarto rabo-de-água, eu cozinhei. Eu comi tudo. Vou comer tudo sozinho, sem compartilhar, pensei. É apenas um. Comi só um, só isso. Isso é tudo. Eu fui. Estava escurecendo. Fui e dormi, adormeci então. Já era noite. Era noite. Eu estava deitado. Eu estava deitado e então amanheceu. O nascer do sol nasceu no leste para mim. O nascer do sol veio sobre mim do leste. Foi quando o sol nasceu. É isso! |

#### Mungkururrpa
Este é um relato histórico sobre a formação da Estação Mungkururrpa. Nele o autor Patrick Jupiter Smith relata seu envolvimento na criação da estação e a sua conexão com a família Mahood. O texto foi publicado em 4 de maio de 2018.
| Ngardi | Português |
| --- | --- |
| Ol kardiya yangi, yirdi=rla Joe Mahood. En yangi-kariny, Bill Wilson wurna ngurra-kurra-rlu milyine, mani-kurlu wirrpa-kurlu. Wangka-nyani=pula–. Ya-ni=lu abalein-kurlu nya-nya=lu kantri Mongrel Downs, “Oh ngapa-kurlu, wuruju ngurra puliki-ku.” Wangka-nya=rla, “yala wurna!” Bill, nganayi-ku, Joe Mahood-ku, “Wal nyuntu kardiya manija, Mongrel Down ngurra yala, Mongrel Down.” Wal puliki nawu=rnalu ka-nya. Wangka-nya, “Puliki ka-ngka=lu drovem kakarra wiyinastap yangka, dat far.” Sambala drei kao an sam yang bul, yang Micky, sambala bul. Ka-nya=rnalu kakarra. Puliki=rnalu majurrum=ma-ni, Kururrungku-rla lurrij. Jangu=rnalu nganayi katimat=ka-nya drabtim=ma-ni, puliki turangwan. Wal wurna karri-nya nawu=rnalu, kayirra-ngulu. Ya-ni=rnalu kankarni dreikamp=pa=rnalu wajim=ma-ni Mangkalarla. Minya kayili, Blue Hill-ngulu karlarra. Yalu-jangka=rnalu ka-nya puliki Pantri Bore-rla. Yalu-ngku=rnalu ngurra karri-nya, wajim=ma-ni=rnalu puliki. Yalu-jangka=rnalu ya-ni New Mission, minya Balgo. Kakarra minya ma warririku. Warririku xxx ma-ni=lu wajim=ma-ni. Yalu-jangka rangarni-rangarni, wurna, kakarra! Kakarra, kankarra, Loner Spring. Minya kakani=rnalu wajim=ma-ni yalu-ngka, warririku. Yalu-jangka wurna=lku rangarni-rangarni, pirriya-puru, pirriya, wakurra ita, kirda. Yalu-jangka=rnalu ya-ni puliki-kurlu kakarra Mintipungu-rla. Kayini-mpala kakarra=rnalu wajim=ma-ni. Yalu-jangka=rnalu ya-ni, rangarni-rangarni, kakarra Pujikat Boa. Yalu-jangka Pujikat Boa-ngka=rnalu luk=karri-nya. Wajim=ma-ni=rnalu mayarra. Yalu-jangka=rnalu ya-ni, kakarra, spring-urla. Nga=rnalu wajim=ma-ni. Ngurra karri-nya wajim=ma-ni yalu-ngka=lku. Yalu-jangka=rnalu ya-ni Bloodwood. Lidel bit warririku karri-nyanta nawu, ngurra. Yalu-jangka=rnalu ya-ni Bloodwood-ta wajim=ma-ni ngurra=rnalu karri-nya. Yalu-jangka=rnalu ya-ni kakarra nya-nya=rnalu, ngurra=wali, Territory Border=rnalu nya-nya. ‘Maitbi warririku nawu’, ngaju=rna yangfala wangka-nya. Yuwayi, kakarra=rnalu ya-ni, nganayi-kurra, Lake Alec, kayini-mpala yala=rnalu wajim=ma-ni. Yalu-jangka=rnalu ya-ni rangarni-rangarni kakarra. Ngurra-kariny karri-nya Pamij-mob. Rangarni-rangarni wurna=lku loadimap ngari. Timana purlpurl— kakarra. Wanji-rla=rnalu luk=karri-nya. xxx-ngurlu kakarra Bardi Bore—, yuwayi Bardi Bore-rla. Karlarra manja-ngka pilayin-ta. Yalu-jangka=rnalu ya-ni, wakurra Bardi Bore karri-nyanta windmil waku. Tumaj yirra-rni Bardi Bore kardiya-rlu yalu ngaka=wali windmil. Wal Bardi Bore nawu=rnalu ngarri-rni. Yalu-jangka=rnalu ya-ni Bardi Bore-jangka kakarra. Warririku nawu. Kakarra=rnalu ya-ni wal pirdayita ngurrara-kurra nawu puliki. Lurrij, kardiya-rlu=nganpa manija-rlu mitim=ma-ni Joe Mahood-tu. Tobacco-kurlu-rlu, mangarri-kurlu-rlu, rajin-kurlu-rlu, Toyota-kurlu-rlu, Kururrungku-jangka Toyota yi-nya=lu wurna-rlu yalu-ngku, Bill Wilson-tu. Puliki=rnalu=yanu yupa-rni nawu ngapa-ngka=wali trof-kurla. Rangarni-rangarni=rnalu pirdiny=karri-nyani. Jangu rangarni-rangarni=rnalu pirdiny=karri-nyani timana-kurlu wirrirl jina kuja ngarda=lu wirrirl=ya-nngi puliki ngurrura-kurra Kururrungku-kurra. Ya-ni=rnalu wilayi, wakurra=lu wirrirl=ya-ni wuruju ma=lu, puliki minya. Tumaj=lu mangarri wuruju ngu nga-rni. Parrayari-purupuru jalyirr. Mayarra manja=lu ma-nani. Wurrkal wirrpa ma. Ngurra-kurra wirrirl. Karri-nyani=rnalu wirrirl yalu-ngka=lku. Patik nawu=rnalu yirra-rnani, hawij-ta. Hawij-wangu-rla, wurra=lku=rnalu. Yirra-rnani patik, lurrij=pa=rnalu yirra-rni. Yalu-jangka pirri=ya-ni nganayi nawu, kardiya, Frank Fitler, yangi rod tren. Hawij jungarni nyampa-piya. Yangka wurdumardi hawij nyampa-piya. Ka-nya=yi yirra-rni yalu-ngka. Wal jangu wakurra=rnalu mayarra nganayi Mijin-kurlu-rlu pangi-rnani walya taka-ngku=rnalu kurrupardu baa-kurlu-rlu, patik-ku-purupuru, yart-ku. Yuwayi, karri-nya yalu-rlu yalu-ngka=lku. Werak ngantu=wali nga=lu werak=pa-nani puliki=rnalu marda-rnani, wan yia. Nganayi, yalu-rla=lku=rnalu werak=ma-nani. Kardiya Joe Mahood mangarri wuruju. An mijij=ka=wali pirri=ya-ni nyanungu-ku, wayif, Marie Mahood. An nyanungu-ku daughter, Kim Mahood and Bobby Mahood, Bob. Nyanungu-ku san Kim Hood-ku, bratha ita. Karri-nya=rnalu yalu-ngka=lku. Puliki wirrpa karri-nya=wali. Wal ngantany, alidei-jangka, mani=yanu nga-– pawungurru=wali yangi-yangi ngarrja=lku. Ya-nu ma-nani kalarra, ngantany. Balgo-ngka, Molly Brown wurra=wali wirrpa-lu werak=ma-nani. Minya Malarn-ta, mei mayit, yangi-kariny Rexon. Ngaju-ku mayit-kariny yangi, pinarri, Harry Mahood. Yala-rla=lu Mongrel Down-ta karri-nyani yalu-wardingki nawu. Ngaju ma=rna wirrirl=ya-nku Kururrungku-kurra=wali. Tumaji Nakarra-rlu parli=pi-nya. Wirriri ya-ni=rna ngurrara-kurra—. Jangu=rnalu puliki jilykarra=la-nani yalu-ngka. Niyutayim, puliki-wangu-rla, puuj purangu-kurlu-rlu, wakurra yard karri-nyani waku. Karri-nyani=rnalu lurrij, puliki wirrpa karri-nya=wali. Jalangu puliki wirrpa nawu, tumaj. Ngalipa-kuny, nganimpa-kuny, Kururrungku-jangka. Jampala nawu=lu yi-nya kayirra, nganayi, Bob Shepherd. Puliki nga=lu=rla yi-nya, half-kariny. Yuwayi, wuruju. Wakurra=rnalu alidei=wali wirrirl wirrirl ya-ni. Ngaju ma=rna ngaringka-kurlu karri-nya=wali Nakarra-kurlu. Ya-ni=rlijarra Nguriny-kurra-wali. Nguriny, jaku=rlijarra wirrirl ya-ni, Kururrungku-kurra. Yala wurlkaman Brenna Brown nya-nya Kururrungku-ku=wali. Ol man langa Joe Mahoood manija. Pinij. Nyurnu=karri-nya=pula. Olgaman xxx Kim Mahood-ku, ngati-nyanu. Ngaka yalu-jangka pathawan, yawiyi, ol Joe Mahood. Yuwayi, pinarri=rna=yanu ngaju holot-ku pamili-ku, manija-ku, wayif-pa-ku. Dota an son-ku=rna=yanu pinarri. Yuwayi, wuruju. | Havia um velho branco, cujo nome era Joe Mahood. E outro, Bill Wilson. Iam para aquela terra natal, milionários, com muito dinheiro. Aqueles dois começaram a conversar. Eles tinham ido de avião e visto a região ao redor de Mongrel Downs: “Oh, tem água; é um bom país para o gado!” Ele lhe disse: “Vamos lá!” Bill disse a ele, a Joe Mahood: “Bem, você deveria ser o gerente daquele país de Mongrel Downs”. Bem, então pegamos o gado. Ele disse: ‘“Vocês, peguem o gado, levem-no para o leste, para aquele pátio de desmame, até ali.” Havia algumas vacas secas, alguns touros Micky jovens e alguns touros mais velhos. Levamos todos eles para o leste. Reunimos o gado e terminamos em Kururrungku. Mantivemos o corte, nós os redigimos; todo gado bom e forte. Pois bem, partimos do norte. Nós nos mudamos para o acampamento seco e os observamos lá em Mangkala. Lá no norte, a oeste de Blue Hill. De lá levamos o gado para Pantri Bore. Passamos a noite e observamos o gado. Depois disso fomos para Nova Missão, esse lugar aqui, Balgo. Lá no leste, de perto. Perto, xxx eles vigiavam o gado. Então, na manhã seguinte, partimos para o leste! Leste, para cima, até Loner Spring. Lá perto? No leste, nós os observamos, perto. De lá viajar de manhã cedo, com frio, não só um pouco de frio – absolutamente congelante. De lá, fomos com o gado para leste, para Mintipungu. Ao longo do lado norte, no leste, nós os observamos. Depois disso fomos, de manhã cedo, para leste, para Pussycat Bore. Depois disso, nos deitamos no Pussycat Bore. O tempo todo, estávamos observando-os. Depois disso, nos mudamos para o leste, para uma nascente. Nós os observamos lá. Ficamos naquele país e observamos o gado daquele lugar. Depois disso fomos para Bloodwood. Chegando um pouco mais perto agora, do país. Depois disso fomos para Bloodwood, observamos eles e passamos a noite. Depois disso fomos para o leste, vimos país, vimos a fronteira do território. “Talvez estejamos perto agora”, eu disse, ainda cedo. Sim, fomos para o leste, para o Lago Alec, ao longo do norte, assistimos eles lá. De lá fomos para o leste no início da manhã. Paramos em outro país, a turba Pamij. De manhã cedo, viajando novamente, carregando todos os pertences. Cobrindo os cavalos e depois indo para o leste. Deitamo-nos em algum lugar. De xxx, leste até Bardi Bore, sim, Bardi Bore. Lá no oeste, nas planícies na região de matagal mulga. De lá fomos, naquela época o Bardi Bore nem era moinho de vento, nada. Porque só mais tarde o cara branco afundou aquele furo. Bem, todos nós chamamos isso de Bardi Bore agora. Depois fomos de Bardi Bore para o leste. Chegando perto agora. Fomos para o leste, para a terra natal, agora, com o gado. ermine, o cara branco, o gerente nos cumprimentou, Joe Mahood. Com tabaco, comida, rações, Toyota – eles enviaram um Toyota de Kururrungku, que viajando um, Bill Wilson. Mandamos o gado para beber, para o cocho. Na manhã seguinte, levantamo-nos. Sim, na manhã seguinte levantamos e voltamos a pé com os cavalos, caso o gado voltasse para o seu próprio país – para Billiluna. Demos uma volta, mas eles não tinham voltado, o gado tinha se instalado ali, tudo bem. Como ali tinham boa alimentação, estavam pastando. Muita folhagem de pararri. Eles estavam fazendo esfoliação mulga novamente. Muitos pastos verdes. De volta ao acampamento então. Voltamos para aquele acampamento. Posteriormente construímos um quintal, junto à casa. Na verdade, não havia casa naquela época, ainda estávamos lá. Colocamos o piquete, terminamos de montá-lo. Depois disso, Whatsisname chegou, um cara branco, Frank Fitler, dirigindo um trem rodoviário. Sim, algo um pouco como uma casa. Você sabe, uma casa pré-fabricada, algo assim. Ele trouxe e colocou lá. Bem, não cavamos o local como fizemos com a Missão, cavamos o chão à mão com bumerangues e pés de cabra para todos os piquetes também e para o quintal. Sim, aquele ficou lá então. Lá eles trabalharam lá então, nós trabalhamos e cuidamos do gado, durante um ano. Sabe, continuamos trabalhando lá. O kardiya Joe Mahood tinha boa comida. E então ele veio com sua esposa, Marie Mahood, e sua filha, Kim Mahood e Bobby Mahood, Bob, seu filho, irmão mais novo de Kim Mahood. Ainda estávamos hospedados lá. Havia muito gado naquela época. Bem, homens e mulheres aborígenes, dos feriados, cada um tinha mais dinheiro naquela época. Homens e mulheres aborígenes foram para o oeste e conseguiram. Molly Brown em Balgo, todos ainda estavam trabalhando. Aquele em Malarn, meu companheiro, outro, Rexon. Outro amigo meu, eu o conheço, Harry Mahood. Eles ficaram lá em Mongrel Downs por muito tempo. Voltarei para Kururrungku então. Porque Nakarra estava me procurando. Voltei para aquele país. Você sabe, estávamos marcando gado naquele lugar. Naquela época sem gado, tempo de calor, não tinha quintal, nada. Paramos aí, terminamos, tinha muito gado então. Agora há muito gado, tantos. Todos nós, nossa turba, de Kururrungku. Alguns agora foram enviados para o norte, para esse nome, Bob Shepherd. Mandaram o gado para ele, metade. Sim, bom. Não voltamos então de férias. Fiquei então com Nakarra. Nós dois fomos então para Nguriny. Estação Carranya, nós dois partimos e voltamos para Kururrungku. Aquela velha, Brenna Brown, cuidou de Kururrungku. Velho com o gerente Joe Mahood. Tudo terminado. Esses dois faleceram. Velha para Kim Mahood, sua mãe. Mais tarde, algum tempo depois, o pai, coitado, o velho Joe Mahood. Sim, conheço toda a família, o gerente, a esposa. Eu conheço a filha e o filho deles. Sim, isso é tudo. |

1. 1 2 3 4 5  Nesse texto e em outros da língua, 'xxx' marca uma pequena parte do discurso que não estava clara e/ou uma interrupção repentina na fala.[56]

#### História de um sapo: sapo, onde você está?
A autora Marie Mudgedel escreveu esta história como uma resposta ao livro ilustrado 'Sapo, onde você está', de Mayer, publicando-a em 30 de maio de 2017.
| Ngardi | Português |
| --- | --- |
| Minya=lu karri-nyanta, marru-ngka, murrku, kunyarr, pujurl. Ngu=pula pukany=karri-nya, kunyarr murrku. Pujurl murlukun-ta. Wakurra wurna ma. Ya-ni yalu-jangka murlukun-jangka. Rangarni-kariny=pa=pula pirdiny=karri-nya. Nya-nya=pula murlukun. “Wakurra, wanji-rla=parda ya-ni.” Yala pujurl. Nya-nya=pula puuj–, waku. Murlukunpa parnti=ma-nan yalu-ngku kunyarr-u, waku. Ya-ni=pula nya-ngani, wakurra=pula parli=pi-nya. Kunyarr wanti-nya. Murrku-ngku ma-ni yala kunyarr ngamurlu=marda-rnani. Nya-ngani=pula. Ya-ni=pula– warri-rnani-nyirra. Warri-rnani=rla jakarr purnu-kariny, purnu-kariny. Parli=pi-nya=pula kurrku nawu. Yala murrku ma-rnani, “Mula ngarda=n kurrku-ngka?” wangka-nyani. ‘Mula ngarda=n kurrku-ngka tardarr=ya-ni? Wakurra.’ Parli=pi-nya punypuny kurrku-jangka. Punypuny ma-rni, ‘Wakurra=yi=n parnki=ma-nankura!’ ‘Pukany=pa=rna luk=wanti-nya.’ Kunyarr-tu parli=pi-nya kirangu, purnu-ngka kankarni. Wakurra wanti-nya yala kirangu. Murrku waru=ya-ni purnu-ngka kankarra. Nya-ngani=rla pujurl-ku wilayi – wakurra. Yalu-jangka laman-jangka pirriri=ya-ni nganayi, kurrkurr. Murrku wanti-nya xxx, wanti-nya kaniny. Rayin=karri-nya=rlanyanta yalu-ngka, kurrkurr-ta. An minya-rlu, nguriny-ju yalu kuliny-ju=lu pila=ma-nani kunyarr, – kirangu-jangka-rlu. Kurrkurr-tu pila=ma-nani murrku. “Wakurra=yi=n ngaju, ngaju-kuny-kurra ngurra-kurra ya-nanku.” “Parnki=ma-nanta=yi=n pukany-ja, wurna=ya-nta!” Kurrkurr-tu nya-ngani yalu murrku. Kunyarr yala=lku – paja-rni yalu-ngku nguriny-ju, kuliny-ju. Yalu-jangka, ya-ni parli=pi-nya reindeer. Reindeer-rlu=pulany pila=ma-ni, “Ya-nta=pula!” “Nyampa-ku=npula mu-kurra ya-nanta?” Ngu=pulany puju=ma-ni— ngu=pulany warrit=kiji-rni, ngapa-kurra kaniny. Purluk=wanti-nya=pula ngapa-ngka. Pirdiny=karrinya=pula. Pilaka=ka-nya murrku-ngku, kunyarr, kankarra. “Mula=parda laman-ta nya-ngku=rli=rla, yalu-ku, pujurl-ku.” Nya-ngani=pula wilayi. Parli=pi-nya=pulany kuriny, pujurl-kujarra. Yalu-jangka=lu wirrpa=wali pirri=ya-ni, pujurl. Yala=lku=pula yut=karri-nyani, murrku, kunyarr, ngurrku=wali. Ngurrku=karri-nya=pula. Ma-rni=lu yala wirrpa purruk– pujurl. “Yangi ka-ngka=pula yala pujurl wirrirl nyuntu-kuny ngurra-kurra.” Kuja=npula marda-rnanta naya yalu-ngka marru-ngka.’ Ya-ni wali=lu wirrirl. Ngurrku=pula karri-nyani. Kunyarr-tu murrku, ka-nya=pula wirrirl. Yuwayi, wali=lku. | Esse lote está em casa, o menino, o cachorro e o sapo. Então o cachorro e o menino foram dormir. O sapo está na jarra. Ah, não, o sapo está fugindo. Ele saiu daquele pote. Na manhã seguinte, os dois acordam. Aqueles dois viram o jarro. "Ah, não, ele foi a algum lugar." Esse sapo. Aqueles dois olharam no mato, nada. Aquele cachorro cheira o pote, nada. Aqueles dois foram, procuravam-no, mas não o encontraram. O cachorro caiu. O menino pegou aquele cachorro e o abraçou. Aqueles dois estavam olhando. Aqueles dois foram, eles)estavam olhando em volta. Estão procurando por ele sem sucesso, de árvore em árvore. Então os dois encontraram um buraco. Aquele menino disse: “Você está aí no buraco?” Você entrou nesse buraco?" - Não. Ele encontrou o rato dentro daquele buraco. O rato disse: “Não me acorde!” Estou dormindo. O cachorro encontrou o mel na árvore. Esse mel caiu. O menino subiu na árvore. Ele procura o sapo, mas nada. Daquele buraco emergiu um quê, uma coruja. O menino caiu, ele caiu. Ele tinha medo daquela coruja. E aquelas abelhas irritadas, perseguiram o cachorro por causa disso. A coruja estava perseguindo o menino. “Não entre em minha casa e me perturbe!” “Você está me acordando enquanto eu durmo, vá embora!” A coruja ainda estava observando aquele menino. Aquele cachorro então foi mordido pelas abelhas enfurecidas. De lá, o menino foi e encontrou uma rena. A rena perseguiu os dois: “Vocês dois vão embora! "Por que vocês dois estão vindo aqui?" Ela empurrou os dois para longe e os jogou na água. Os dois caíram na água. Esses dois se levantaram. O menino carrega o cachorro nos ombros, em cima. “Talvez aqui no tronco você e eu devêssemos procurar por ele, pelo sapo.” Aqueles dois olharam em volta. Ele encontrou dois, dois sapos. Depois disso, surgiram muitos sapos. Aqueles dois estavam sentados, o menino e o cachorro, estavam felizes. Eles estavam felizes. Todos os sapos disseram: "Vocês dois, levem aquele, o sapo, de volta para sua casa. Porque vocês dois sempre cuidam dele lá naquela casa." Então todos eles voltaram. Aqueles dois estavam felizes. O cachorro e o menino o levaram de volta. Sim, é isso. |